# Мальцева, Наталья Викторовна
Ната́лья Ви́кторовна Ма́льцева (род. 5 августа 1969, Ярославль, СССР) — российская телеведущая и журналистка. Получила наибольшую известность как ведущая программ на НТВ: «Квартирный вопрос» (2001—2014) и «Мальцева» (2018—2020).

## Биография
Родилась 5 августа 1969 года в Ярославле. В детстве посещала художественную школу. Три года училась в Ярославском университете на историческом факультете, затем поступила на факультет журналистики МГУ (телевизионное отделение), который окончила в 1994 году.
С января 2014 по декабрь 2017 год временно приостановила работу на телевидении по причине болезни. Некоторое время проживала в Израиле, где боролась с раком.

#### Семья
- Муж — Борис, бизнесмен; сын Михаил (род. 2003)[5][6][7].

## Карьера на телевидении
С 1992 года начала работать в телекомпании «ВИD» с Владом Листьевым (программы «Тема» и «Час пик»).
В 1995 году переходит в штат недавно образованной телекомпании НТВ. Была редактором и корреспондентом программ «Герой дня» и «Герой дня без галстука» с Ириной Зайцевой. В 2000 году под началом тогдашнего главного продюсера НТВ Александра Левина стала креативным продюсером, автором формата и шеф-редактором программы «Растительная жизнь» с Павлом Лобковым.
В 2001 году принимала участие в создании формата телепередачи о ремонте и дизайне «Квартирный вопрос», изначально в качестве шеф-редактора. На роль ведущей рассматривались Мария Шахова (пресс-секретарь НТВ, жена одного из руководителей телеканала Евгения Киселёва).
Но в связи с захватом НТВ в апреле 2001 года, когда Киселёв, Шахова и многие другие ведущие сотрудники канала покинули его из-за нежелания работать с новыми менеджерами, ведущей программы стала сама Мальцева, которая и вела её с мая 2001 по ноябрь 2014 года.
По словам самой ведущей, во время вышеозначенных событий на НТВ весной 2001 года, связанных с переходом телекомпании под контроль «Газпром-Медиа» и под управление Бориса Йордана, она осталась на телеканале ввиду того, что ей надо было запускать и вести проект «Квартирный вопрос», а также активно убеждала своих коллег не уходить с НТВ, пытаясь спасти его в прежнем виде и сохранить тот творческий коллектив, который был собран там под управлением Олега Добродеева и Киселёва.
В 2005 году недолгое время вела программу «Дети напрокат» на этом же телеканале.
С марта 2017 года — один из кураторов образовательного проекта «Курс НТВ: Продюсирование телевизионных программ».
В 2017 году была экспертом еженедельной телепередачи «Осторожно, мошенники!» на телеканале «ТВ Центр».
С 24 сентября 2018 по 31 января 2020 года — ведущая программы «Мальцева» на НТВ.
Программа «Квартирный вопрос» производится продюсерским центром «Переделка ТВ», где Мальцева является учредителем и руководителем. «Переделка-ТВ» производит также программы «Дачный ответ» (НТВ, с октября 2008 года) и «Большая переделка» («Россия-1», 2021 год).